# Chéquia nos Jogos Olímpicos de Verão de 2020
Predefinição:Infobox Olympics Chéquia
A Chéquia foi representada nos Jogos Olímpicos de Verão de 2020 por um total de 113 desportistas que competiram em 22 desportos. Responsável pela equipa olímpica é o Comité Olímpico Checo, bem como as federações desportivas nacionais da cada desporto com participação.
Os portadores da bandeira na cerimónia de abertura foram o jogador de basquetebol Tomáš Satoranský e a tenista Petra Kvitová.

## Medalhistas
A equipa olímpica da Chéquia obtiveram as seguintes medalhas:
| Nome                                  | Desporto           | Competição           |
| ------------------------------------- | ------------------ | -------------------- |
| Ouro                                  |                    |                      |
| Jiří Prskavec                         | Canoagem em slalom | K1 M                 |
| Barbora Krejčíková Kateřina Siniaková | Tênis              | Duplos F             |
| Jiří Lipták                           | Tiro               | Fosso M              |
| Lukáš Krpálek                         | Judô               | +100 kg M            |
| Prata                                 |                    |                      |
| Lukáš Rohan                           | Canoagem em slalom | C1 M                 |
| Markéta Vondroušová                   | Tênis              | Individual F         |
| David Kostelecký                      | Tiro               | Fosso M              |
| Bronze                                |                    |                      |
| Alexander Choupenitch                 | Esgrima            | Florete individual M |